# Sipkemeer
Het Sipkemeer (Fries en officieel: Sipkemar) is een meer in de gemeente Súdwest-Fryslân (voorheen Wymbritseradeel). Aan de zuidzijde staat het meer in verbinding met de Oudegaasterbrekken via de Zijpsloot. Aan de noordzijde staat het met twee andere meren in verbinding via naamloze beken. In het noordwesten ligt Het Vliet, in het noordoosten het Rietmeer.